# Montblanc (Spanyolország)
Montblanc egy község Spanyolországban, Tarragona tartományban. Montblanc Vilaverd, Vimbodí, L'Espluga de Francolí, Blancafort, Pira, Tarragona, Barberà de la Conca, Mont-ral, La Riba, Valls és Figuerola del Camp községekkel határos. Lakosainak száma 7550 fő (2024).

## Népesség
A település népessége az elmúlt években az alábbi módon változott:
| Lakosok száma | 1512 | 6413 | 5120 | 4545 | 5640 | 6479 | 7305 | 7359 | 7364 | 7550 |
|               | 1717 | 1887 | 1936 | 1960 | 1986 | 2004 | 2009 | 2014 | 2019 | 2024 |